# Tricellaria varia
Tricellaria varia är en mossdjursart som beskrevs av Hayward och Cook 1979. Tricellaria varia ingår i släktet Tricellaria och familjen Candidae. Inga underarter finns listade i Catalogue of Life.